# Bégum
Ne doit pas être confondu avec Shamima Begum.

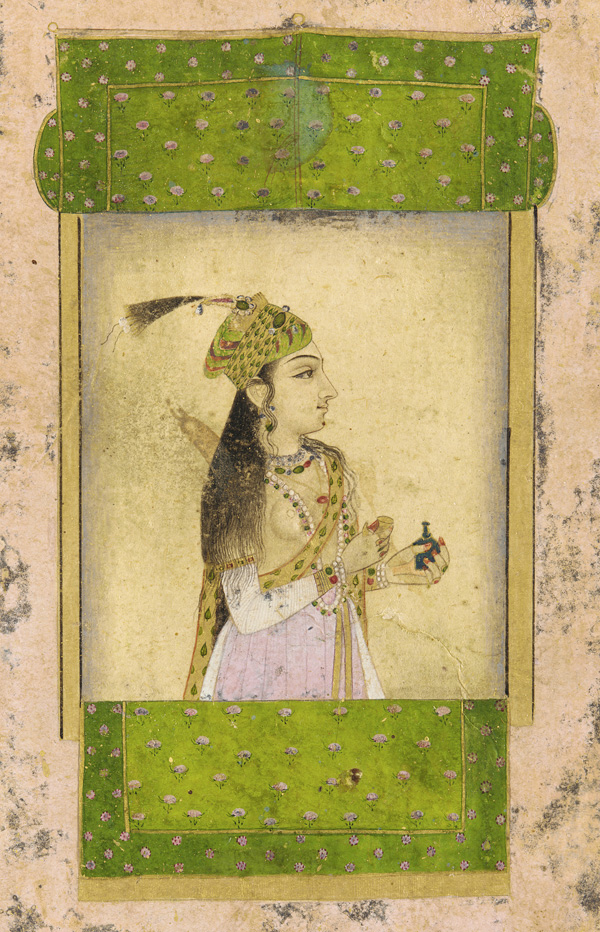
Une femme noble de la période moghole. Miniature indienne du XVII.

Bégum, ou Begüm, est un titre donné dans le sous-continent indien à l'épouse favorite du sultan, qui équivaut à celui de reine, comme la Bégum Aga Khan (épouse du prince Aga Khan). Le terme est emprunté à l'ourdou, lui-même emprunté au persan begam, et in fine à la racine turcique (au turc tchaghataï) bigim, « princesse », féminin de big (prince).

## Le titre
Il s'agit d'un titre honorifique donné aux femmes de rang en Asie du Sud et utilisé pour s'adresser à elles. Il est d'habitude conféré aux femmes de familles royales et aristocratiques ainsi qu’aux femmes de statut social élevé, et pourrait aussi vouloir dire « reine ». Voici quelques exemples (qui remontent jusqu’au XVIIIe siècle) :
- Zaynab Begum[2] ;
- Begum Hazrat Mahal, qui divorça ensuite de Nawab Wajid Ali Shah ;
- Jahanara Begum, une des filles de Shah Jahan et Mumtaz Mahal ;
- Begum Inaara Aga Khan ;
- Begum Samina ;
- Begum Nusrat Bhutto (veuve du premier ministre du Pakistan Zulfikar Ali Bhutto et mère de Benazir Bhutto) ;
- Begum Khaleda Zia (veuve du premier ministre du Bangladesh Ziaur Rahman) ;
- Begum Shaista Suhrawardy Ikramullah ;
- Begum Zarin Musharraf ;
- Fatima Begum, une actrice, réalisatrice et scénariste indienne.
- Jeanne Albert de Castro, épouse de Joseph François Dupleix, le gouverneur de Pondichéry au milieu du XVIIIe siècle, était surnommée Joana Begum (Jân Begum) par les indiens.

Le terme apparaît en français en 1653. Il deviendra courant dans cette langue, et par ricochet dans le monde occidental, en raison du roman de Jules Verne intitulé Les Cinq Cents Millions de la Bégum (1879).